# Buffalo (Missouri)
Buffalo is een plaats (city) in de Amerikaanse staat Missouri, en valt bestuurlijk gezien onder Dallas County.

## Demografie
Bij de volkstelling in 2000 werd het aantal inwoners vastgesteld op 2781.
In 2006 is het aantal inwoners door het United States Census Bureau geschat op 3112, een stijging van 331 (11,9%).

## Geografie
Volgens het United States Census Bureau beslaat de plaats een oppervlakte van
5,7 km², geheel bestaande uit land. Buffalo ligt op ongeveer 366 m boven zeeniveau.

## Plaatsen in de nabije omgeving
De onderstaande figuur toont nabijgelegen plaatsen in een straal van 32 km rond Buffalo.